# Antonín Ratzensberger
Antonín Ratzensberger zvaný Ráca (18. června 1893, Praha – 3. října 1963) byl český fotbalista, obránce, československý reprezentant.

## Sportovní kariéra
Za československou reprezentaci odehrál roku 1922 jedno utkání, přátelský zápas s Itálií. V letech 1915–1916 hrál za Spartu Praha, ale pak přestoupil do Slavie Praha, kde hrál v letech 1917–1923, získal zde roku 1918 titul mistra středních Čech a vysloužil si nakonec i nominaci do národního týmu. Jeho přezdívka Ráca se tak ujala, že prakticky nahradila jeho příjmení, najdeme ho pod ní i v encyklopedické literatuře (např. Slavné nohy Zdeňka Šálka).